# Władysław Filipowiak
Władysław Filipowiak (ur. 29 kwietnia 1926 w Kaczycach, zm. 31 marca 2014 w Szczecinie) – polski historyk i archeolog, profesor nauk humanistycznych. W latach 1955–2000 dyrektor Muzeum Narodowego w Szczecinie.

## Życiorys
W 1950 roku ukończył studia na Wydziale Handlu Zagranicznego Wyższej Szkoły Ekonomicznej w Szczecinie, następnie w 1953 archeologię na UAM. Doktoryzował się w 1967 roku, habilitował dziesięć lat później. Od 1989 roku profesor.
Od 1951 roku pracował w muzealnictwie. W 1955 roku objął stanowisko dyrektora Muzeum Narodowego w Szczecinie, które sprawował aż do roku 2000, znacząco przyczyniając się do rozbudowy placówki. Założył rocznik „Materiały Zachodniopomorskie”, którego był redaktorem.
Od 1952 roku z ramienia Instytutu Archeologii i Etnologii PAN kierował wykopaliskami w Wolinie. Zainicjował prowadzone przez Muzeum Narodowe w Szczecinie od 1962 roku badania etnologiczne w Afryce Zachodniej.
W 1973 roku został wykładowcą w Wyższej Szkole Pedagogicznej w Szczecinie (obecnie Uniwersytet Szczeciński). Prowadził także gościnne wykłady w Bratysławie, Oslo, Lund, Sztokholmie, Kopenhadze, Amsterdamie, Berlinie, Kilonii i Reykjaviku. W 1981 roku jako ekspert UNESCO przebywał w Mongolii.
Był członkiem założycielem Szczecińskiego Towarzystwa Naukowego, członkiem Komisji Narodowej ICOM, Komitetu Nauk Pra- i Protohistorycznych PAN oraz Komisji Nauk Orientalistycznych PAN. Był także członkiem przedstawicielem w Union Internationale des Sciences Préhistoriques et Protohistoriques w Gandawie, był również wieloletnim członkiem International Institute for Conservation of Historic and Artistic Works w Londynie. Przez wiele lat był kierownikiem Pracowni Archeologicznej w Wolinie należącej do Instytutu Archeologii i Etnologii PAN.
W 2013 roku został uhonorowany Honorowym Obywatelstwem Gminy Wolin. Zmarł 31 marca 2014 roku. Pochowany został na cmentarzu Centralnym w Szczecinie (kwatera 54).
Jest autorem ponad 200 publikacji (w tym ponad 50 zagranicznych) z zakresu archeologii wczesnośredniowiecznej oraz muzealnictwa dot. obszaru Pomorza Zachodniego, Strefy Bałtyku i Afryki Zachodniej.
Gdy w latach 70. XX, wieku na budynku Klubu 13 Muz umieszczono dziewięć rzeźb przedstawiających głowy znanych ówczesnych szczecinian, wykonanych przez Sławomira Lewińskiego (zastąpiły one wcześniej umieszczone tam rzeźby, zniszczone w czasie wojny), na pierzei od strony ul. Staromłyńskiej umieszczono wizerunek Władysława Filipowiaka, lokalizując go w taki sposób, aby profesor widział swą podobiznę z okna gabinetu dyrektora Muzeum Narodowego.

## Wybrane publikacje
- Perspektywy rozwoju muzealnictwa na Pomorzu Zachodnim. Muzeum Pomorza Zachodniego, 1958. (pol.).
- Kamień wczesnośredniowieczny, 1959
- Wolinianie. Studium osadnicze I. Państwowe Wydawnictwo Naukowe, 1962. (pol.).
- Cedynia w czasach Mieszka I. Wydawnictwo Poznaṅskie, 1966. (pol.).
- Polska nad Bałtykiem przed tysiącem lat. RSW „Prasa”, 1967. (pol.).
- Muzeum Narodowe: Temat marynistyczny w zbiorach polskiej sztuki współczesnej Muzeum Narodowego w Szczecinie. Muzeum Narodowe, 1971. (pol.).
- Władztwo książąt pomorskich. Krajowa Agencja Wydawnicza, 1976. (pol. • ang.).
- Étudés archéologiques sur la capitale médievale du Mali, 1979
- Średniowieczna stolica królestwa Mali-Niani w VI-XVII wieku. Zakład Narodowy im. Ossolińskich, 1981. ISBN 83-04-00783-5. (pol.).
- Średniowieczna stolica królestwa Mali – Niani w VI-XVII w., 1981
- Pradzieje Szczecina. Państwowe Wyd. Nauk., 1983. ISBN 83-01-04343-1. (pol.).
- Die Häfen und der Schiffbau an der Oder – mündung in 9–12 Jhrd. Untersuchungen, 1983
- Die Anfänge des Städtewesens in Pommern. Frühgeschichte der europäischen Stadt, 1987
- Początek żeglugi słowiańskiej u ujścia Odry. Studia nad etnogenezą Słowian, 1988
- Göttingen, 1989
- Wolin – Jomsborg, en Vikingetids – Handelsby i Polen, 1991
- Z najstarszych dziejów Odry jako szlaku komunikacyjnego i handlowego, 1992
- Ochrona morskiego i rzecznego dziedzictwa kulturowego w Polsce. Muzeum Narodowe, 1997. ISBN 83-86136-04-9. (pol.).

## Medale i odznaczenia
Za wybitne zasługi w nauce, kulturze i ochronie dziedzictwa narodowego był wielokrotnie nagradzany i honorowany odznaczeniami państwowymi, regionalnymi oraz branżowymi.
- Srebrny Krzyż Zasługi (1957)
- Złota Odznaka Honorowa Gryfa Zachodniopomorskiego (1959)
- Złoty Krzyż Zasługi (1963)
- Nagroda Ministra Kultury i Sztuki III stopnia (1967)
- Odznaka 1000-lecia Państwa Polskiego (1967)
- Złota Odznaka „Za opiekę nad zabytkami” (1968)
- Medal „Zasłużony dla archeologii polskiej” (1968)
- Brązowy Medal „Za zasługi dla obronności kraju” (1970)
- Krzyż Kawalerski Orderu Odrodzenia Polski (1973)
- Medal 30-lecia Polski Ludowej (1975)
- Medal z okazji XXX-lecia STN (1977)
- Srebrna Odznaka honorowa „Zasłużony Pracownik Morza” (1979)
- Medal z okazji XXX-lecia IHKM PAN (1981)
- Medal „Aspera ad astra” Instytutu Anthropos w Brnie (Czechy) (1981)
- Medal Komisji Edukacji Narodowej (1983)
- Nagroda Wojewódzka za redakcję I tomu „Dziejów Szczecina” (1983)
- Medal 40-lecia Polski Ludowej (1985)
- Odznaka honorowa „Za zasługi dla oświaty” (1987)
- Dyplom Ministerstwa Spraw Zagranicznych „Za wybitne zasługi w propago-waniu kultury polskiej za granicą” (1987)
- Nagroda Specjalna „Grand Prix” Ministra Kultury i Sztuki (1995)
- Krzyż Komandorski Orderu Odrodzenia Polski (przyznany w 2000, wręczony w 2001) – za wybitne zasługi dla rozwoju muzealnictwa
- Nagroda im. Józefa Kostrzewskiego Stowarzyszenia Naukowego Archeologów Polskich (2002)
- Nagroda „Pomerania Nostra” (2009) – za szczególne zasługi dla Pomorza Zachodniego i Pomorza Przedniego przyznawaną wspólnie przez uniwersytety w Szczecinie i Greifswaldzie, redakcje gazet „Nordkurier” i „Kurier Szczeciński” oraz miasta Szczecin i Greifswald